# Aschiphasma piceum
Aschiphasma piceum is een wandelende tak uit de familie Aschiphasmatidae. De wetenschappelijke naam van deze soort is voor het eerst voorgesteld door Josef Redtenbacher in een publicatie uit 1906.
De soort komt voor op Sumatra.